# Редгрейв, Ричард
Ри́чард Ре́дгрейв (англ. Richard Redgrave; 30 апреля 1804 — 14 декабря 1888) — английский живописец, теоретик искусства, член Королевской Академии художеств.

## Биография

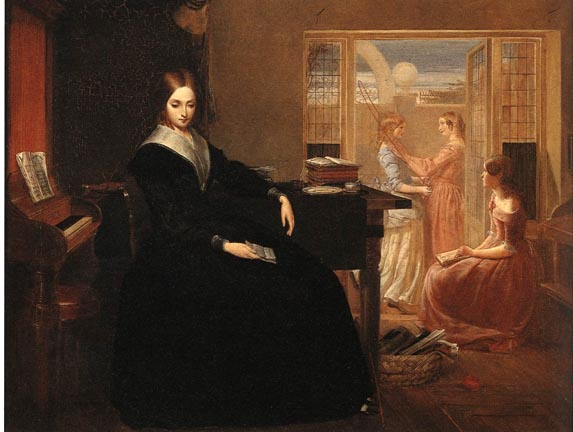
«Гувернатка», 1844, Лондон, музей Виктории и Альберта.

Родился в Лондоне, второй сын Уильяма Редгрейва и младший брат Сэмюэля Редгрейва. Сначала работал в компании своего отца. В 1826 году поступил в школу Королевской академии художеств. В 1830 году покинул компанию своего отца и начал зарабатывать на жизнь преподаванием. Первая успешная картина — «Гулливер на столе крестьянина» (англ. Gulliver on the Farmers Table, 1837, Лондон, музей Виктории и Альберта). Ричард Редгрейв хорошо известен благодаря своим пейзажам (изображал, в основном, английскую деревню) и тому, что одним из первых показал униженное положение женщин в обществе: швей, модисток, продавщиц, одиноких матерей.
В 1856—1880 годах был королевским инспектором (англ. Surveyor of the Queen's Pictures) — сюрвейером.
Умер в Лондоне в 1888 году и был похоронен на Бромптонском кладбище.

## Известные картины
- «Швея» (англ. The Sempstress, 1846, Нью-Йорк)
- «Провинциалы» (англ. Country Cousins, 1848)
- «Гувернантка» (англ. The Governess или The Poor Teacher, 1844)
- «Офелия, плетущая венок» (англ. Ophelia Weaving Her Garlands, 1842)